# Stigmaphyllon retusum
Stigmaphyllon retusum är en tvåhjärtbladig växtart som beskrevs av August Heinrich Rudolf Grisebach och Oerst.. Stigmaphyllon retusum ingår i släktet Stigmaphyllon och familjen Malpighiaceae. Inga underarter finns listade i Catalogue of Life.